# ジェームズ・A・シンクレア
ジェームズ・A・シンクレア (James A. Sinclair & Company Ltd) はイギリスのロンドンにかつて存在したカメラメーカーである。

## 製品一覧
- ウナ（Una, 1904年発売[1]） - マホガニー製ボディー、黒モロッコ革張り、木製鳥居を備え、天井部開口式[1]の高級ハンドカメラ。多数あった同時期同種のカメラの中でホートンのサンダーソン、ニューマン&ガーディアのトレリスと並ぶ[2]名機として定評があり[3]、サンダーソンに美術的要素が少ないこと、トレリスは精巧精緻ではあっても全体的に華奢な箇所が見られることから北野邦雄は「ウナの工作がもっとも良いように思われる」と評している[2]。手札（8×10.5 cm）判[2]、4×5 in判[2]、ポストカード（10×14 cm）判[2]、キャビネ（12×16.5 cm）判[2]、5×7 in判[2]がある。レンズはロッス、ダルメイヤー、クック、カール・ツァイス、ゲルツなどが採用され、シャッターはフリードリヒ・デッケル製のコンパウンド、コンパーの他ニューマン&ガーディアのパテントシャッターのOEMを受けた自社ブランドパーフェクトシャッター付きもある[2]。
  - ウナ・トロピカル（1910年頃発売[4]） - ボディーはチーク製[5]ともマホガニー製[4][3]とも言われる。真鍮金具は透明ニス仕上げのトロピカル仕様[4][5]。初期製品は後の製品と比較にならないほど仕上げが粗く武骨であった[4]が、後の製品は「カメラのロールス・ロイス」と称されるほどに仕上げが向上[4][5]、1924年には改良の余地がないまでに完成され、高級カメラの代表的存在となった[4]。4×5 in判[4]、キャビネ（12×16.5 cm）判[4]がある。
  - トラベラー・ウナ (Traveller Una) - ボディーがジュラルミン製[2][1]になっている軽量版で、表面に美しいキサゲ模様をあしらってある[2]。大名刺（6.5×9 cm）判[1]がある。第二次世界大戦中イギリス軍がコンバットカメラとして使用した[1]。